# Janus Dousa
Janus Dousa, bijgenaamd Pater ('de Vader'), ook wel Douza; gelatiniseerde naam van Jan van der Does (Noordwijk, 5 december 1545 – aldaar, 8 oktober 1604), telg uit het adellijke geslacht Van der Does, was heer van Noordwijk en Kattendijke, bevelhebber tijdens het Beleg van Leiden, humanist, dichter, filoloog, bestuurder en bibliothecaris van de Universiteit Leiden.

## Studietijd
Janus Dousa studeerde in Leuven (1562), Dowaai (1563-1564) en Parijs (1564-1566). In Parijs studeerde hij onder anderen bij Jean Dorat (Johannes Auratus), die ook de leermeester was van veel leden van de dichtersgroep De Pléiade. Van hen leerde Dousa er een aantal kennen en hij sloot in Parijs ook vriendschap met de Vlaming Lucas Fruterius, de Engelsman Daniel Rogers en de Duitser Paulus Melissus.

## De familie Dousa

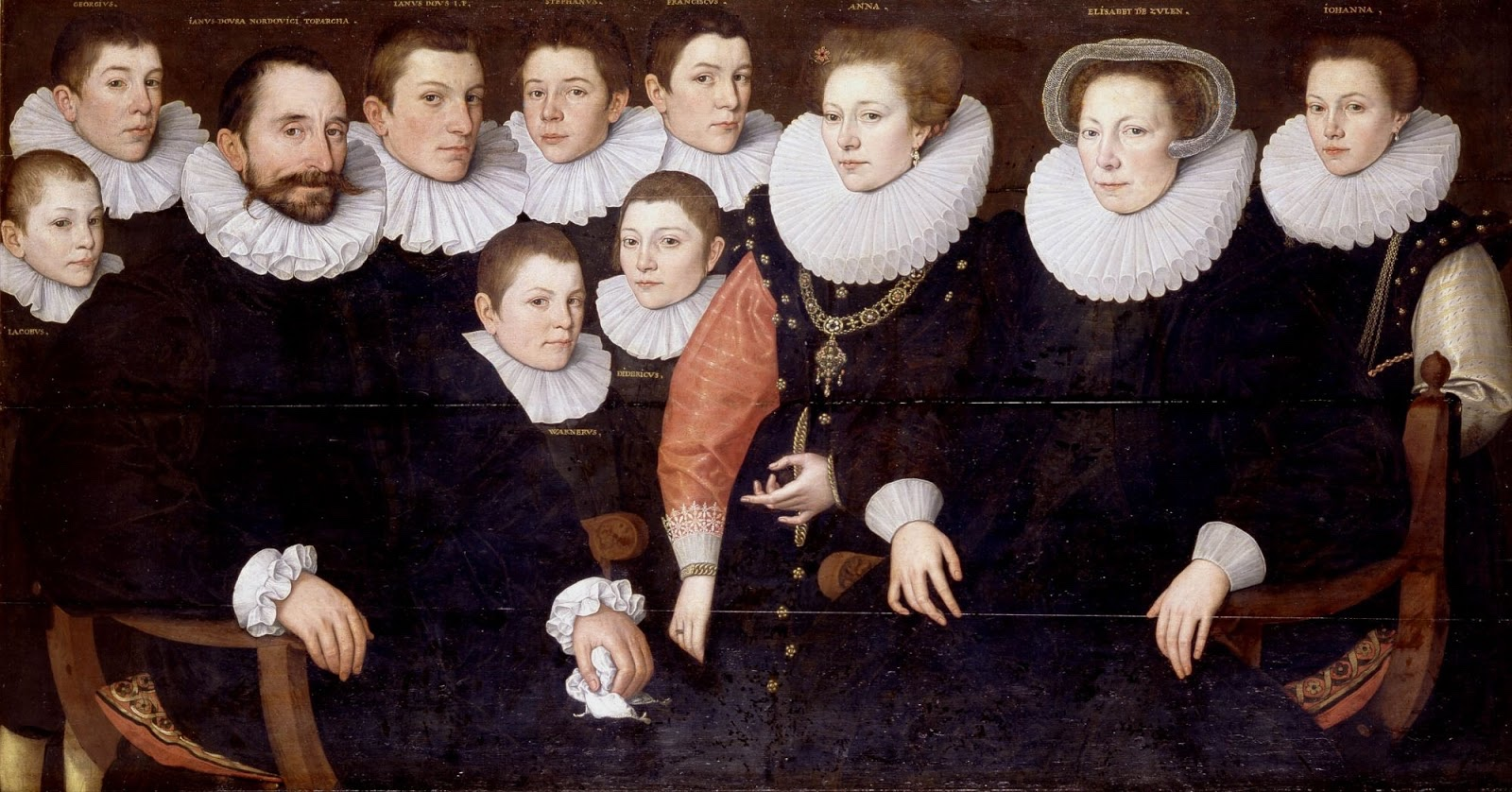
Jan van der Does en zijn gezin
Collectie De Lakenhal, Leiden)

Terug in Holland trouwde hij in 1566 met Elisabeth van Zuylen van der Haer (‘Ida’ in zijn gedichten). Hij kreeg met haar twaalf kinderen, acht zoons en vier dochters. Als eerste werd Janus in 1571 geboren, die dezelfde naam had als zijn vader en daarom wel Filius (‘de zoon’) als bijnaam kreeg. Van de kinderen haalden er negen de volwassen leeftijd. Zij staan afgebeeld op het grote familieportret van 1590/95 dat nu in Stedelijk Museum De Lakenhal te Leiden hangt. Bij Dousa’s overlijden in 1604 waren er echter nog maar vier kinderen in leven: Steven (of Stephanus), Anna, Frans (of Franciscus) en Dirk (of Theodorus), blijkens het feit dat alleen zij genoemd worden in het testament.

## Maatschappelijke carrière

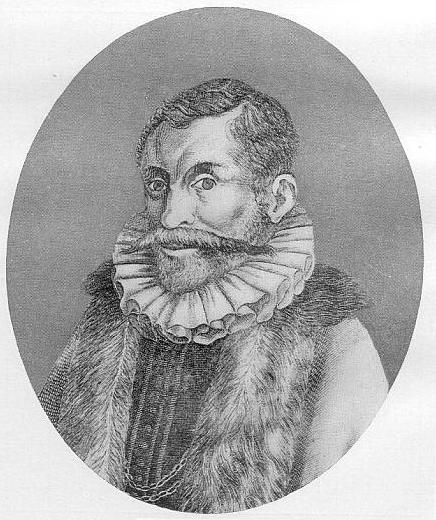
Portret van Janus Dousa

Dousa maakte deel uit van het Eedverbond der Edelen. In 1572 werd hij als speciale afgezant naar koningin Elizabeth I van Engeland gestuurd. In hetzelfde jaar verhuisde het gezin Dousa van Noordwijk naar Leiden, toen het kustgebied te onveilig werd door het optreden van de Watergeuzen. Leiden werd twee keer belegerd door de Spanjaarden, in 1573 en 1574. Bij het tweede beleg was Dousa bevelhebber. Het uiteindelijke ontzet van Leiden in oktober 1574 was een hoogtepunt in zijn leven.
Na de overwinning op de Spanjaarden mocht Leiden van Willem van Oranje een universiteit stichten. Dousa maakte deel uit van de voorbereidingscommissie. Na de stichting in februari 1575 bleef hij de rest van zijn leven deel uitmaken van het driekoppige college van curatoren. In 1585 werd hij ook benoemd als de eerste bibliothecaris van de universiteit. Het was aan Dousa te danken dat de grote geleerde Justus Lipsius zich in 1579 aan de Leidse universiteit verbond. Na diens vertrek in 1591 lukte het Dousa in 1593 Josephus Justus Scaliger, die werd beschouwd als de grootste geleerde van zijn tijd, uit Frankrijk naar Leiden te halen.

## Neolatijns dichter
Als Latijns dichter debuteerde Dousa in 1569 met een bundel Epigrammata (Epigrammen), jeugdpoëzie die veelal naar het voorbeeld van Martialis was gemaakt. Na het Leids ontzet kwam Dousa in 1575 met zijn belangrijkste Latijnse dichtbundel, de Nova Poemata (‘Nieuwe gedichten’). Een jaar later volgde een tweede, flink vermeerderde uitgave. Deze gedichten hebben voor een groot deel betrekking op het beleg van Leiden en de erop volgende stichting van de universiteit. In veel gedichten volgt Dousa het voorbeeld van de oden van de Latijnse dichter Horatius. Dousa was ook een belangrijke stimulator voor dichters: hij zette onder andere Hugo de Groot, Dominicus Baudius en Daniël Heinsius aan tot het schrijven van Latijnse poëzie.

## Nederlandstalige poëzie

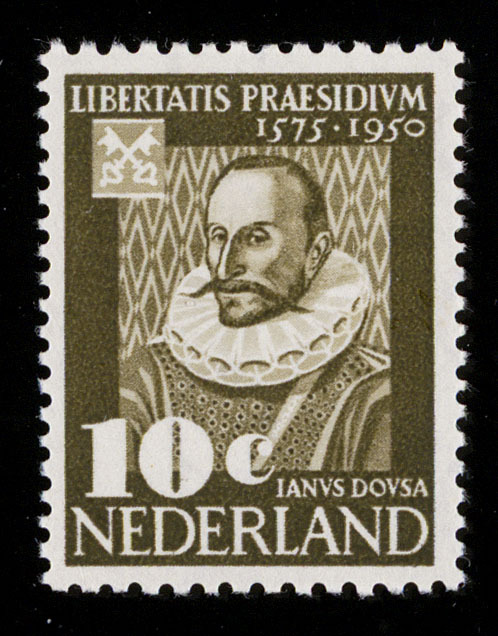
Janus Dousa (postzegel 1950)

Met de stadssecretaris van Leiden Jan van Hout, die Dousa tijdens het tweede beleg van Leiden goed leerde kennen, deed Dousa ook stappen in de richting van een Nederlandstalige poëzie naar klassiek voorbeeld. De twee vertaalden onder meer de Basia ('Kussen') van Janus Secundus in het Nederlands (van de 19 gedichten zijn er 18 bewaard, waarvan 16 vertalingen van Dousa en twee van Van Hout). Dousa zou ook Daniël Heinsius stimuleren tot het schrijven van Nederlandstalige poëzie. Rond 1600 wisselden de twee wederzijdse lofdichten uit in het Nederlands.

## Geschiedschrijver en latere carrière
In 1585 werd Dousa benoemd tot geschiedschrijver van de Staten van Holland als opvolger van Hadrianus Junius. In hetzelfde jaar echter maakte hij ook deel uit van een gezantschap naar Engeland. Met twee anderen moest Dousa een tijd in Engeland blijven als een soort onderpand voor het verdrag dat gesloten was. Samen met Dominicus Baudius verbleef hij onder anderen bij Philip Sidney. In 1586 publiceerde hij zijn dichtbundel Odae Brittanicae (‘Brittannische oden’).
Zijn geschiedwerk had vooral betrekking op de graven van Holland. Hij gebruikte als bron onder meer de Rijmkroniek van Melis Stoke. Hij schreef ook een voorwoord in de uitgave van deze kroniek door Hendrik Laurensz. Spiegel in 1591. Bij de geschiedschrijving werkte Dousa voor een groot deel samen met zijn zoon Janus Dousa Filius. Deze overleed echter in 1596. Het geschiedwerk publiceerde vader Dousa eerst in een metrische versie, Annales (1599), en vervolgens in proza, Bataviae Hollandiaeque Annales ('De Annalen van Batavië en Holland', 1601).
Inmiddels was Dousa in 1591 benoemd als lid van de Hoge Raad van Holland en Zeeland, waarvoor hij naar Den Haag moest verhuizen.
Hij overleed in 1604. Dousa werd begraven op zijn heerlijkheid in Noordwijk. In de Grote of Sint-Jeroenskerk aldaar bevindt zich een Douza-monument uit 1792 met zijn portret. In 1609 verzorgde Petrus Scriverius een uitgave van zijn Latijnse gedichten: Poemata Pleraque Selecta.

## Album amicorum

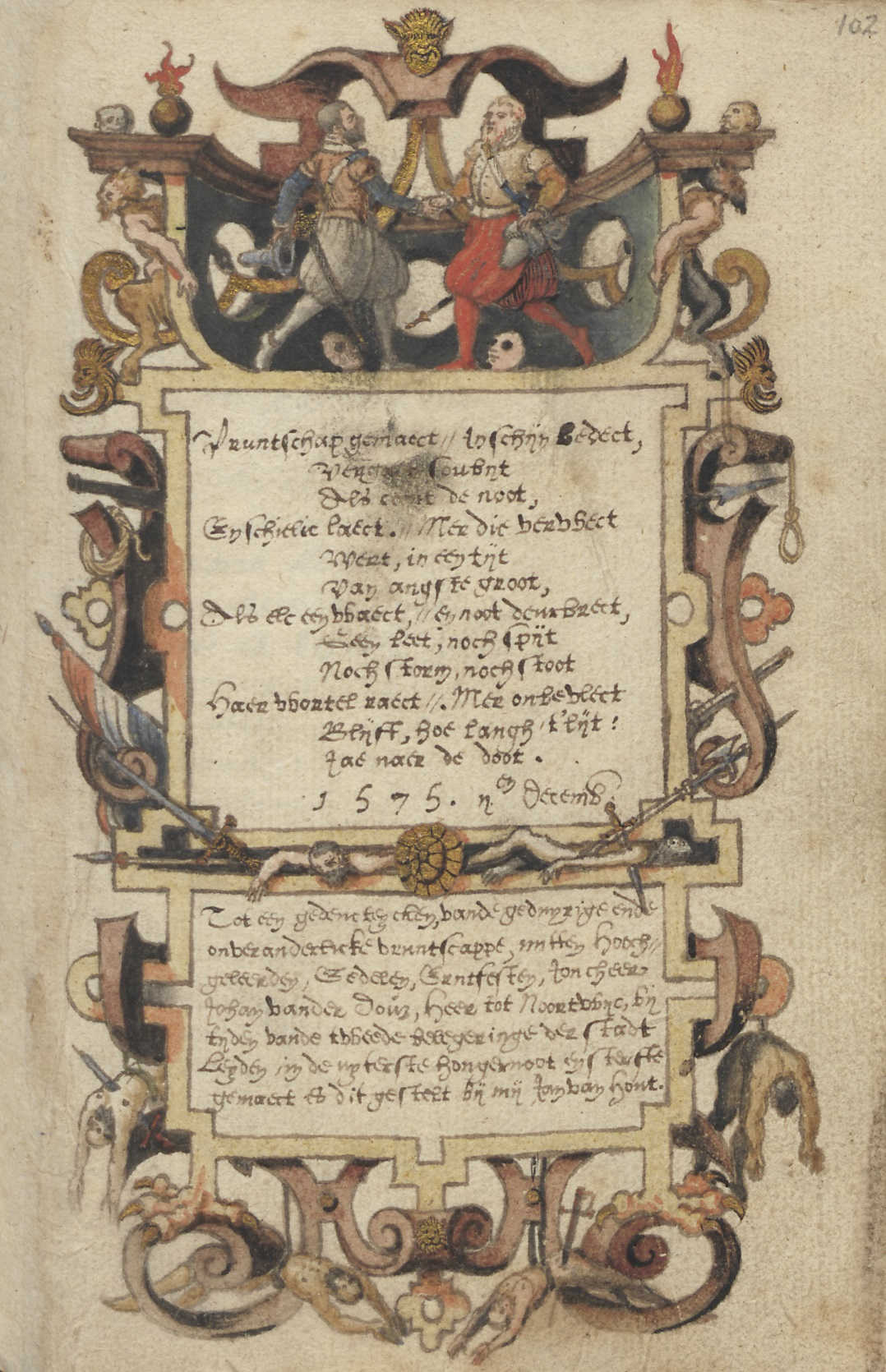
Gedicht Vruntschap van Jan van Hout in het 'vriendenboek' van Janus Dousa (1575)

Van Janus Dousa is een album amicorum of 'vriendenboek' bewaard gebleven, dat bewaard wordt door de bibliotheek van de Leidse Universiteit. Het werd in 1893 geschonken door Jhr. Willem Frederik Röell (1870-1942), kamerheer in buitengewone dienst te ’s-Gravenhage, wiens familie het manuscript meer dan anderhalve eeuw bezat. Dousa beschikte over een uitgebreide vrienden- en kennissenkring en onderhield zijn 'vriendenboek' gedurende lange tijd. Het bevat bijdragen van 134 personen, waarbij onder meer 29 geschilderde familiewapens, vijf tekeningen en twee ingeplakte gravures. Op bladzijde 102r herinnert Jan van Hout met zijn bijdrage Vruntschap aan het Beleg van Leiden.

## Trivia
- In zijn menippeïsche satire Somnium, sive lusus in nostri aevi criticos (De droom, oftewel satire op de contemporaine filologen) droomt Justus Lipsius dat hij zich op het forum in Rome bevindt waarbij Janus Dousa zijn gids is.
- In 1861 eerde Leiden Dousa door de toen gedempte Koepoortsgracht naar hem Doezastraat te noemen.
- Dousa bracht de stad Leiden ten onrechte in verband met het historische Romeinse (marine)fort Lugdunum (Batavorum). Het echte Lugdunum lag waarschijnlijk in de duinen van Katwijk, aan de monding van de Rijn. Dit fort werd zichtbaar bij duinafslag in de 15e en 16e eeuw; de locatie van het fort bevindt zich sindsdien buiten de kustlijn.
- Ook andere plaatsen noemden straten naar Janus Dousa: Rotterdam (Doezastraat), Den Haag (Douzastraat), Noordwijk (Douzastraat) en Zoetermeer (Douzapad).

## In Nederlandse vertaling
- Poëtische ooggetuigen van Beleg en Ontzet van Leiden (1574). Leidse oden van Janus Dousa, vertaald en ingeleid door Piet Schrijvers, 2024. ISBN 9789059974043

## Secundaire literatuur
- Chris L. Heesakkers & Wilma M.S. Reinders, Genoeglijk bovenal zijn mij de Muzen. De Leidse Neolatijnse dichter Janus Dousa (1545-1604), Leiden 1993
- C.L. Heesakkers, Praecidanea Dousana. Materials for a Biography of Janus Dousa Pater (1545-1604). His Youth, Amsterdam 1976
- C.L. Heesakkers, Janus Dousa en zijn vrienden, Leiden 1973
- Eckart Schäfer und Eckard Lefèvre (red.), Ianus Dousa. Neulateinischer Dichter und Klassischer Filologe, Tübingen: Gunter Narr Verlag 2009 (= Neolatina 17)
- P.F.Thomése, Zuidland. Amsterdam 1990